# 曹溪镇
曹溪镇，是中华人民共和国江西省上饶市弋阳县下辖的一个乡镇级行政单位。

## 行政区划
曹溪镇下辖以下地区：
曹溪村、内洪村、外洪村、邵畈村、芳湖村、横桥村、刘家村、东港村、新屋村、程畈村、马山村和西山林场生活区。